# يهودا لانكري
الدكتور يهودا لانكري (بالعبرية: יהודה לנקרי، بالإنجليزية: Yehuda Lancry؛ ولد 25 سبتمبر 1947) هو سياسي إسرائيلي سابق من أصل يهودي مغربي وسفير لفرنسا والأمم المتحدة.
ولد لانكري في «بجعد» بالمغرب، ودرس في مدرسة للتحالف في الدار البيضاء. قام بإلهجرة إلى إسرائيل عام 1965 وحصل على درجة الدكتوراه في الأدب الفرنسي من جامعة حيفا وجامعة نيس صوفيا أنتيبوليس. بين عامي 1983 و 1992 شغل منصب رئيس المجلس المحلي في شلومي، ومن 1991 حتى 1992 كان رئيس هيئة الإذاعة الإسرائيلية الثانية. تم تعيينه سفيراً لإسرائيل في فرنسا عام 1992، وكان يعمل حتى عام 1995. في عام 1996، تم انتخاب لانكري للكنيست في قائمة حزب الليكود، وشغل منصب نائب رئيس الكنيست ورئيس لجنة الأخلاقيات.
خسر مقعده في انتخابات عام 1999، ولكنه عُين سفيراً لدى الأمم المتحدة في ذلك العام، خدم حتى عام 2002. وفي نفس العام، في 10 إبريل / نيسان 2002، قُتلت ابنة أخ لانكري، نوا شلومو، في التفجير الانتحاري لحافلة «إغيد رقم 960», التي كانت في طريقها من حيفا إلى القدس.